# Regionaler Naturpark Antola
Der Regionale Naturpark Antola (italienisch Parco naturale regionale dell’Antola) liegt im genuesischen Hinterland vor dem Apennin der italienischen Region Ligurien. Das 4837 Hektar umfassende Territorium des Naturschutzgebiets liegt komplett in der Metropolitanstadt Genua und grenzt im Norden an die piemontesische Provinz Alessandria und im Osten an die Provinz Parma der Region Emilia-Romagna.

## Spezifikationen
Der Park wurde am 22. Februar 1995 mittels des Regionalgesetzes Nummer 12 mit einer Gesamtfläche von 4837 Hektar eingerichtet. Zu ihm gehören zwei Comunità Montane (ein politischer Zusammenschluss mehrerer Berggemeinden): die Comunità Montana Alta Valle Scrivia und die Comunità Montana Alta Val Trebbia. Der administrative Sitz des Naturparks Antola befindet sich in der Gemeinde Busalla.
Auf dem Territorium des Naturschutzgebiets liegen die Gemeinden Busalla, Crocefieschi, Fascia, Gorreto, Montebruno, Propata, Ronco Scrivia, Rondanina, Savignone, Torriglia, Valbrevenna und Vobbia.

### Gliederung
Der Naturpark ist in folgende Zonen unterteilt:
- Allgemeines, gerichtetes Reservat (Riserva generale orientata – Zone B): hierzu gehören die Rocche del Reopasso, welche wiederum zu den Oasi del Reopasso (mit einer Fläche con 1331 Hektar) gehören; sie bilden eine interessante Felsformation
- Schutzgebiet (Area di Protezione – Zone C): umfasst die bedeutendsten Gebiete des Parks hinsichtlich Umwelt, Natur, Kunst und Tradition
- Entfaltungsgebiet (Area di Sviluppo – Zone D): in dieser Zone befinden sich verschiedene Anziehungspunkte, wie der Gipfel des Monte Reale, der Fluss Vobbia, das Castello della Pietra, das Ökomuseum Val Brevenna, der Gipfel des Monte Antola, der See Brugneto und das Observatorium Casa del Romano
- Anschlussfläche: die mit dem Park eine funktionelle Einheit bildenden angrenzenden Gebiete sind die Ortschaften Pentema, Senarega und Chiappa.

Die Unterteilung des Naturparks soll eine größere Effizienz beim Schutz und der Entwicklungsförderung, bei maximaler Besucherkapazität, ermöglichen. In der Riserva Generale Orientata soll sich die Natur entfalten können, wird jedoch unter menschlicher Aufsicht in eine bestimmte Landschaftsform gelenkt. Beispielsweise wird in diesem Gebiet der Vormarsch einer bestimmten Pflanzenart aufgehalten, um das ursprüngliche Landschaftsbild zu erhalten. Allein zu diesem Zweck ist das Eingreifen in die Natur dieses Reservatabschnitts gestattet.
Die Aree di Sviluppo zeichnen sich durch ein schützenswertes Landschaftsbild aus, in das Bauwerke (historische Siedlungen, Burgen, Kirchen etc.) von besonderem Interesse integriert sind. In diesem Bereich befinden sich auch oft Informations- und Serviceeinrichtungen für die Besucher. Die Aree di Protezione umfassen hingegen Bereiche des Parks, die von der menschlichen Präsenz gekennzeichnet sind. Hier finden sich kleinere Dörfer und landwirtschaftliche Nutzflächen von besonderem historischen oder landschaftlichen Wert.
Allgemein ist zu erwähnen, dass die spezifische Unterteilung der Regionalparksoberflächen in unterschiedliche Schutztypen in Italien nicht einheitlich ist und eine landesweite Standardisierung noch aussteht.

## Lage
Der Naturpark wird vom 1597 Meter hohen Monte Antola dominiert, der die beiden Haupttäler des Parks, das Val Vobbia und das Val Trebbia voneinander trennt. In den vergangenen Jahrhunderten machte diese strategische Position den Berg zu einem wichtigen Handelsknoten zwischen den Gemeinden der beiden Täler.
Vom Berggipfel hat man Sicht auf die gesamte ligurische Küste; mitunter ist die Mittelmeerinsel Korsika auszumachen. Das Panorama vom Monte Antola umfasst im Süden den Toskanischen Archipel, im Osten das Apenningebirge bis hin zu den Apuanischen Alpen, im Westen die ligurische Riviera di Levante und die Meeralpen und im Norden die Po-Ebene mit den Alpen (Monte Viso, Mont Blanc und Monte Rosa sind die deutlichsten Erhebungen) im Hintergrund.

## Fauna

### Säugetiere
Zu den größten Anziehungspunkten des Parks zählt sicherlich seine Vielfalt an Säugetieren. In diesem Kontext ist der Italienische Wolf (Canis lupus italicus) zu erwähnen, der in jüngster Geschichte (bis Mitte des 21. Jahrhunderts gab es keine Anzeichen für seine Präsenz im Schutzgebiet) insbesondere in der Region um den Monte Antola vermehrt anzutreffen ist. Hauptbeutetiere des Wolfes sind im Naturpark der Damhirsch (Dama dama) und das Reh (Capreolus capreolus). Weitere, im Park vorkommende Säugetiere sind das Wildschwein (Sus scrofa), der Fuchs (Vulpes vulpes), der Dachs (Meles meles), der Steinmarder (Martes foina), das Wiesel (Mustela nivalis), das Eichhörnchen (Sciurus vulgaris), der Siebenschläfer (Glis glis), die Haselmaus (Muscardinus avellanarius) und der Feldhase (Lepus europaeus). Ungesichert ist bislang das Vorkommen des  Iltis (Mustela putorius).

### Vögel
Ebenfalls von großer Heterogenität ist die Avifauna. Unter den Raubvögeln sind der Mäusebussard (Buteo buteo), der Turmfalke (Falco tinnunculus), der Sperber (Accipiter nisus) und der Wespenbussard (Pernis apivorus) vertreten. An den zahlreichen Wasserläufen sind beispielsweise die Wasseramsel (Cinclus cinclus), der Flussregenpfeifer (Charadrius dubius), die Bachstelze (Motacilla alba), die Schafstelze (Motacilla flava) und der Eisvogel (Alcedo atthis) zu beobachten. Weitere Vögel sind der Eichelhäher (Garrulus glandarius), das Rothuhn (Alectoris rufa) und der Grünspecht (Picus viridis).

### Fische, Amphibien und Reptilien
Unter den Fischen sind die Bachforelle (Salmo trutta fario) und der Strömer (Leuciscus souffia) relativ häufig anzutreffen. Außerdem kommen im Schutzgebiet die Barbe (Barbus plebejus) und der Döbel (Leuciscus cephalus) vor.
Von besonderem Interesse sind die Amphibien. Dabei leben neben dem gemeinen Salamander (Salamandra salamandra) einige mittlerweile sehr seltene Arten im Regionalen Naturpark Antola. Darunter sind der endemisch im Apennin und den Seealpen vorkommende Bergmolch Triturus alpestris apuanus, der Brillensalamander (Salamandrina terdigitata) und der Südwestfranzösische Höhlensalamander (Speleomantes strinatii). Daneben haben der Grasfrosch (Rana temporaria) und der Italienische Frosch (Rana italica) im Park ihr Zuhause.
Geläufige Reptilien sind die Aspisviper (Vipera aspis) und die Vipernatter (Natrix maura).